# 劉鶚 (元朝)
劉鶚（1290年—1364年），字楚奇，吉安永豐人。生於元世祖至元二十七年（1290年），卒于惠宗至正二十四年（1364年），年七十五。仁宗皇慶間薦授揚州學錄，歷翰林修撰，擢江州總管，升廣東副使，拜江西參政。守韶州六年，後為江西紅巾軍所破，被執死。為文風骨高秀，學者稱浮雲先生。有《惟實集》八卷，外集二卷傳世。